# Minute Maid Park
Le Minute Maid Park (auparavant Enron Field et Astros Field, surnommé The Juice Box) est un stade de baseball situé sur une partie du site de l'ancienne gare de Union Station dans le centre de Houston, au Texas. Commandité par la firme Enron qui fut impliquée dans un scandale financier en 2001, les droits d'appellation furent alors rachetés par une filiale du groupe The Coca-Cola Company, Minute Maid.
Sa capacité est de 41 168 places et il dispose de plusieurs commodités, avec 60 suites de luxe notamment.
Depuis la saison 2000, c'est le domicile de l'équipe de MLB des Astros de Houston, gagnante de la Série mondiale en 2017.

## Histoire
Depuis son ouverture en 2000, le Minute Maid Park est devenu l'un des meilleurs stades de la ligue.
Tout au long des années 1990, le futur du baseball majeur à Houston semblait morne alors que les Astros luttait pour obtenir un nouveau terrain de jeu afin de remplacer le légendaire et désuet Astrodome. En 1995, l'équipe avait commencé à envisager la probabilité de déménager dans le nord de la Virginie. En novembre 1996, un référendum fut mis en place et les électeurs ont finalement approuvé la construction d'un nouveau stade de baseball dans le centre de Houston et de garder les Astros dans la ville.
Situé sur un emplacement de 101 171 mètres carrés (25 acres), l'édification débuta le 1er novembre 1997. Le bâtiment fut construit avec de l'acier et du béton, ses façades se composent de brique et de pierre à chaux (calcaire). L'architecture a été considérablement influencé par les quartiers environnants comprenant la Union Station de 1911 qui forme l'entrée principale du stade. Une partie de la conception inclut un toit ouvrant qui est nécessaire afin d'empêcher la chaleur d'entrer et de maintenir les spectateurs au frais. Le toit rétractable se compose de trois panneaux qui peuvent s'ouvrir ou se fermer en 20 minutes.
Pendant ses deux premières années d'existence, l'édifice fut connu sous le nom de Enron Field, avant que la compagnie fasse faillite. L'entreprise avait acheté les droits d'appellation du stade le 9 avril 1999 pour une somme de $100 millions de dollars sur 30 années. Durant la première partie de la saison 2002, le terrain était appelé Astros Field avant que les droits d'appellation soient vendus à Minute Maid Company le 5 juin 2002 pour $168 millions sur 28 ans.
Le Minute Maid Park ouvrit ses portes le 30 mars 2000 avec un match amical entre les Astros et les Yankees de New York. Il appartient au comté de Harris et à Houston Sports Authority puis son coût de construction s'éleva à 250 (248,1) millions de dollars dont 180 millions de dollars (68 %) financés par des taxes publique, 52 millions de dollars (20 %) par des fonds privés (33 millions de dollars par les propriétaires des Astros) et le reste par un bail de 29 ans. C'est le 7 avril 2000 que les Astros de Houston ont joué leur premier match de saison régulière au Minute Maid Park devant 40 950 spectateurs et le premier lancer cérémonial fut exécuté par le défunt PDG d'Enron, Kenneth Lay.
Le 13 juillet 2004, le Minute Maid Park organisa le Match des étoiles de la Ligue majeure de baseball 2004. C'est le 25 octobre 2005 que pour la première fois il accueillit les World Series avec les Astros face aux White Sox de Chicago.

## Description
Les sièges de couleur vert sont répartis sur trois niveaux. Un tableau d'affichage de 40 mètres de largeur est situé au-dessus des sièges du champ droit. Le Crawford Boxes est une zone d'environ 2 500 sièges située dans le champ gauche. Quand un joueur des Astros frappe un coup de circuit ou que l'équipe gagne, une reproduction de locomotive à vapeur du XIXe siècle pesant 24 tonnes se met en route sur une voie de 244 mètres placée au-dessus du champ gauche. Cette locomotive rend hommage à l'ancienne gare de Union Station qui était à l'emplacement du stade. Avec le train, le Minute Maid Park a beaucoup d'autres attractions. La colline de Tal (Tal's Hill) est une colline située dans le champ centre, mesurant 27 mètres à son point le plus large, et courbant 30 mètres autour du hors champ. Les bannières des Astros sont accrochées le long de Conoco Home Run Alley derrière le champ gauche et central. Les fans peuvent acheter des souvenirs et des produits de l'équipe dans The Shed, la boutique officielle des Astros. Des peintures à l'huile, des lithographies, des sculptures en bronze et d'autres œuvres peuvent être achetées à la Gallery at Minute Maid Park.

## Évènements
- Match des étoiles de la Ligue majeure de baseball 2004, 13 juillet 2004
- Séries mondiales, 25 et 26 octobre 2005
- Match de 1/4 de finale de la Coupe des champions de la CONCACAF 2006, 22 février 2006
- Royal Rumble, 26 janvier 2020

## Dimensions
- Left Field (Champ gauche) - 315 pieds (96 mètres)
- Left-Center - 362 ' (110 m)
- Left-Center (deep) - 404 ' (123 m)
- Center Field (Champ central) - 435 ' (133 m)
- Right-Center - 373 ' (114 m)
- Right Field (Champ droit) - 326 ' (99 m)

## Galerie

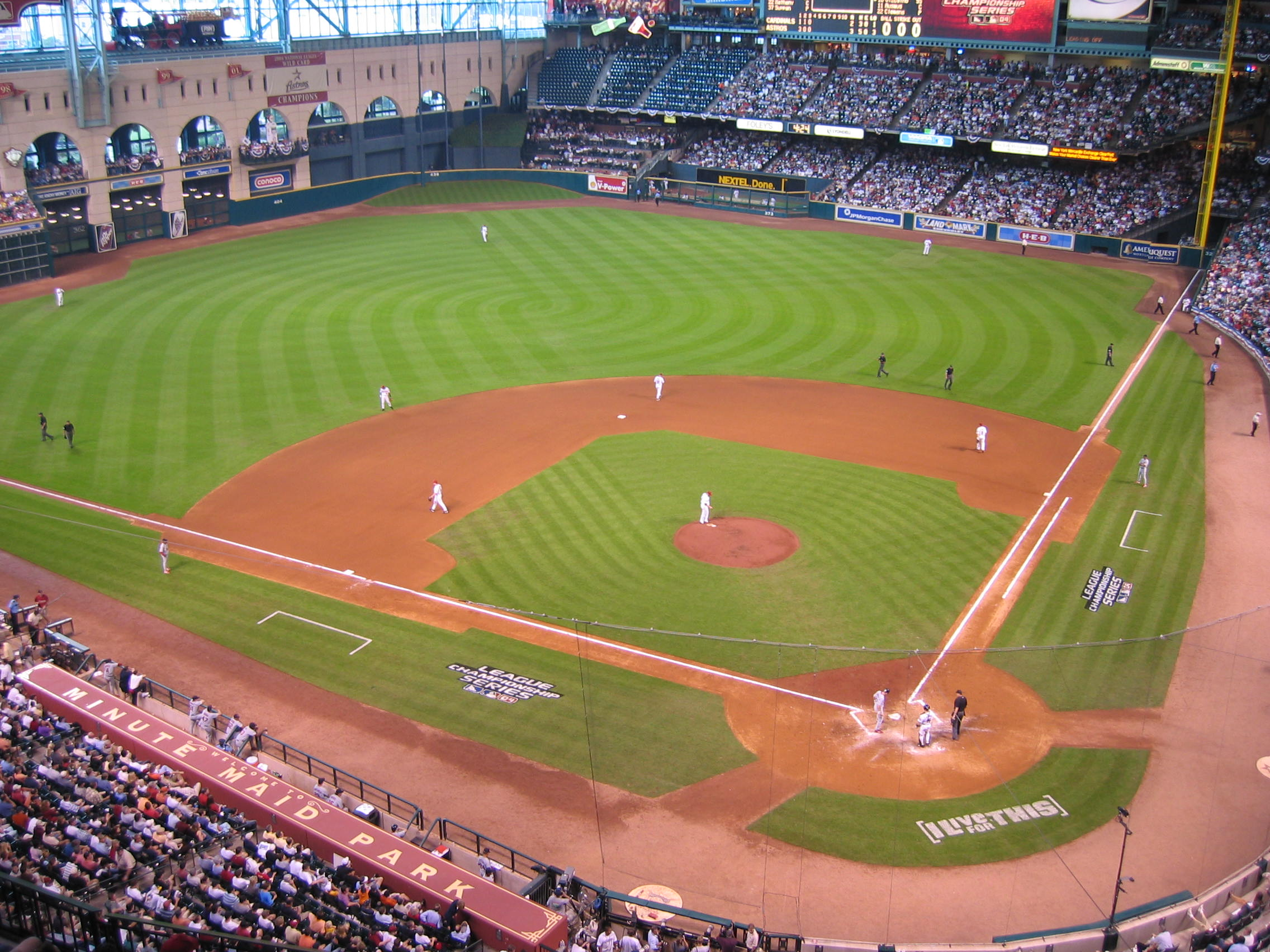
Minute Maid Park (2004)
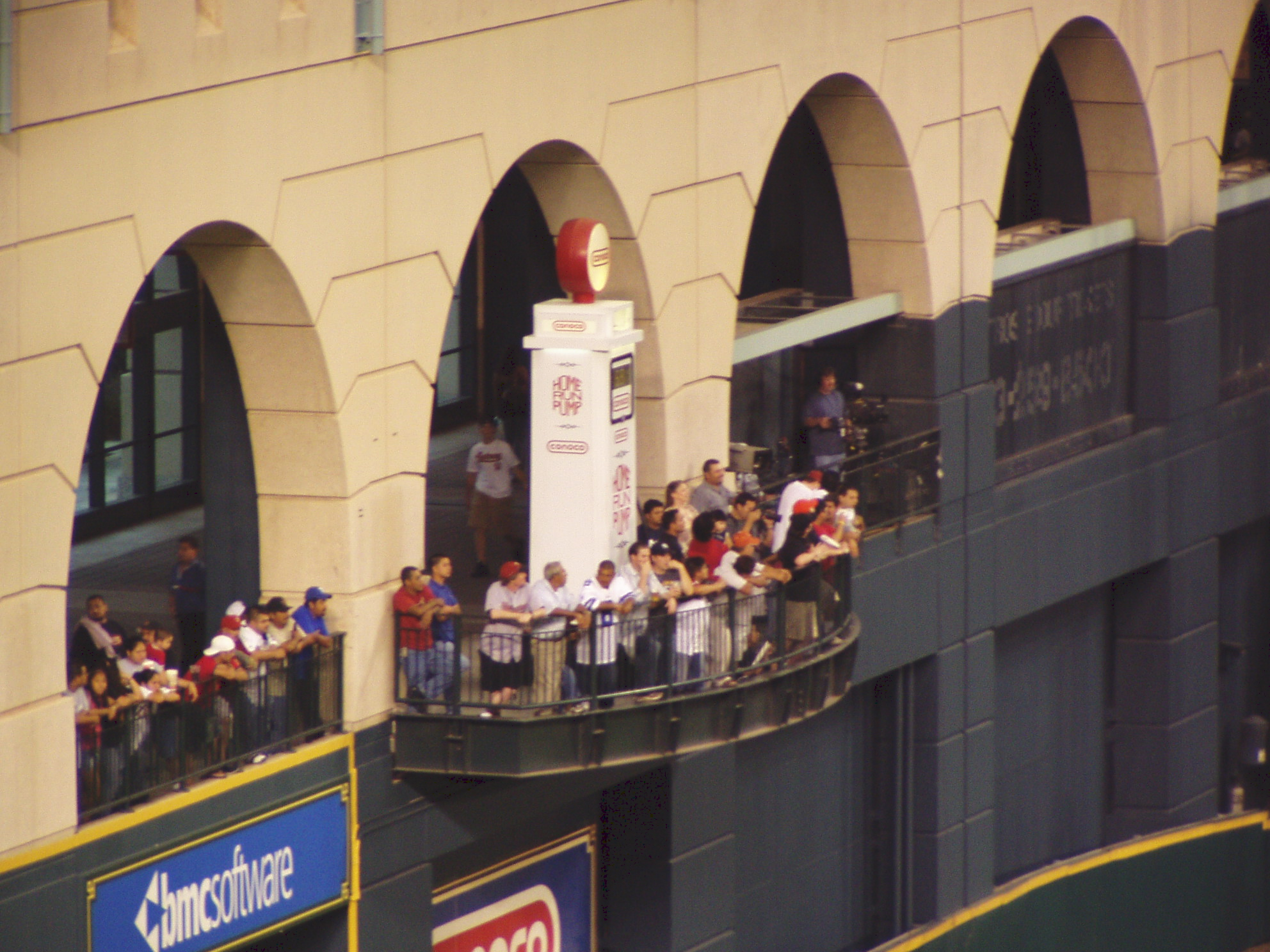
Conoco Home Run Porch
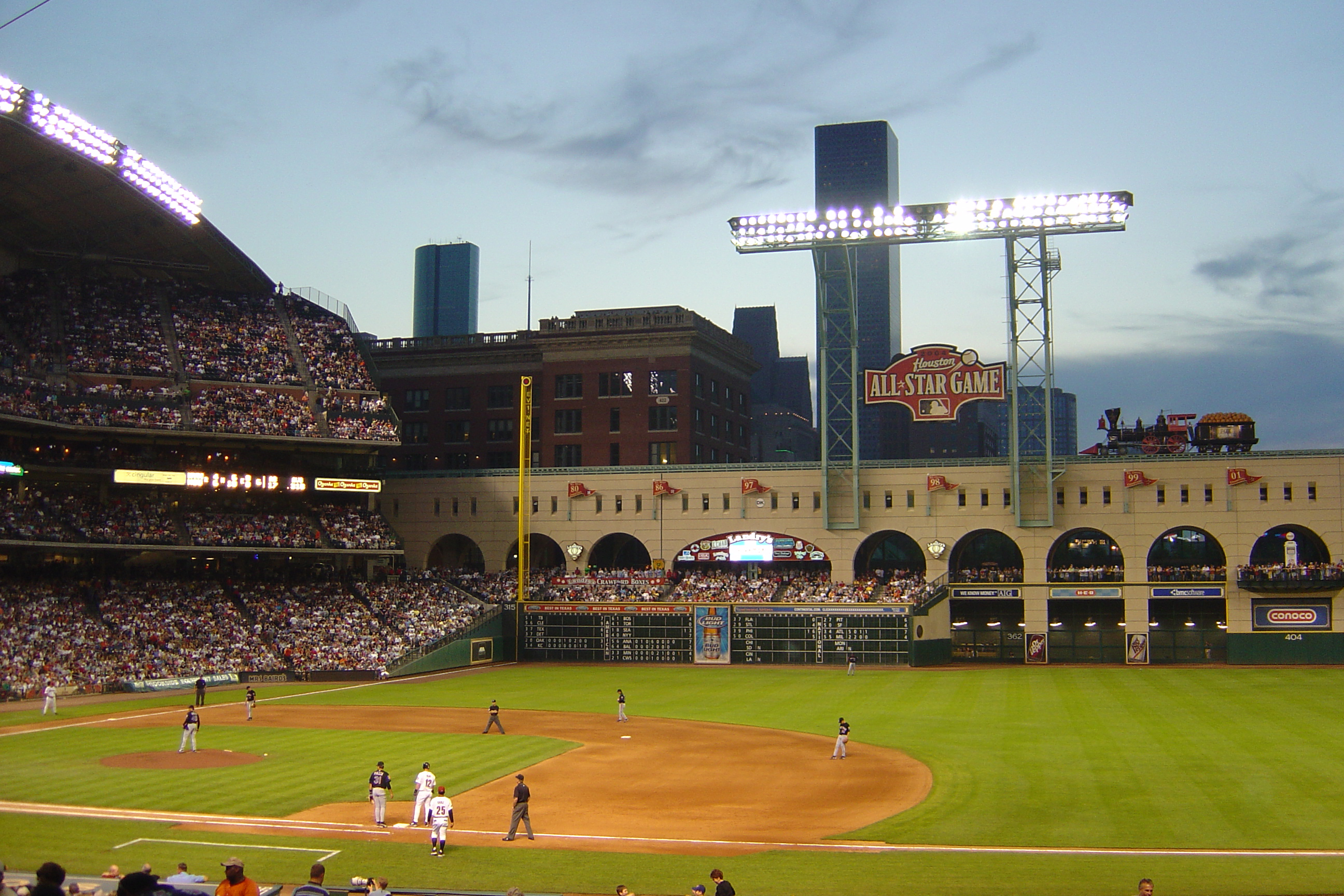
Vue intérieure
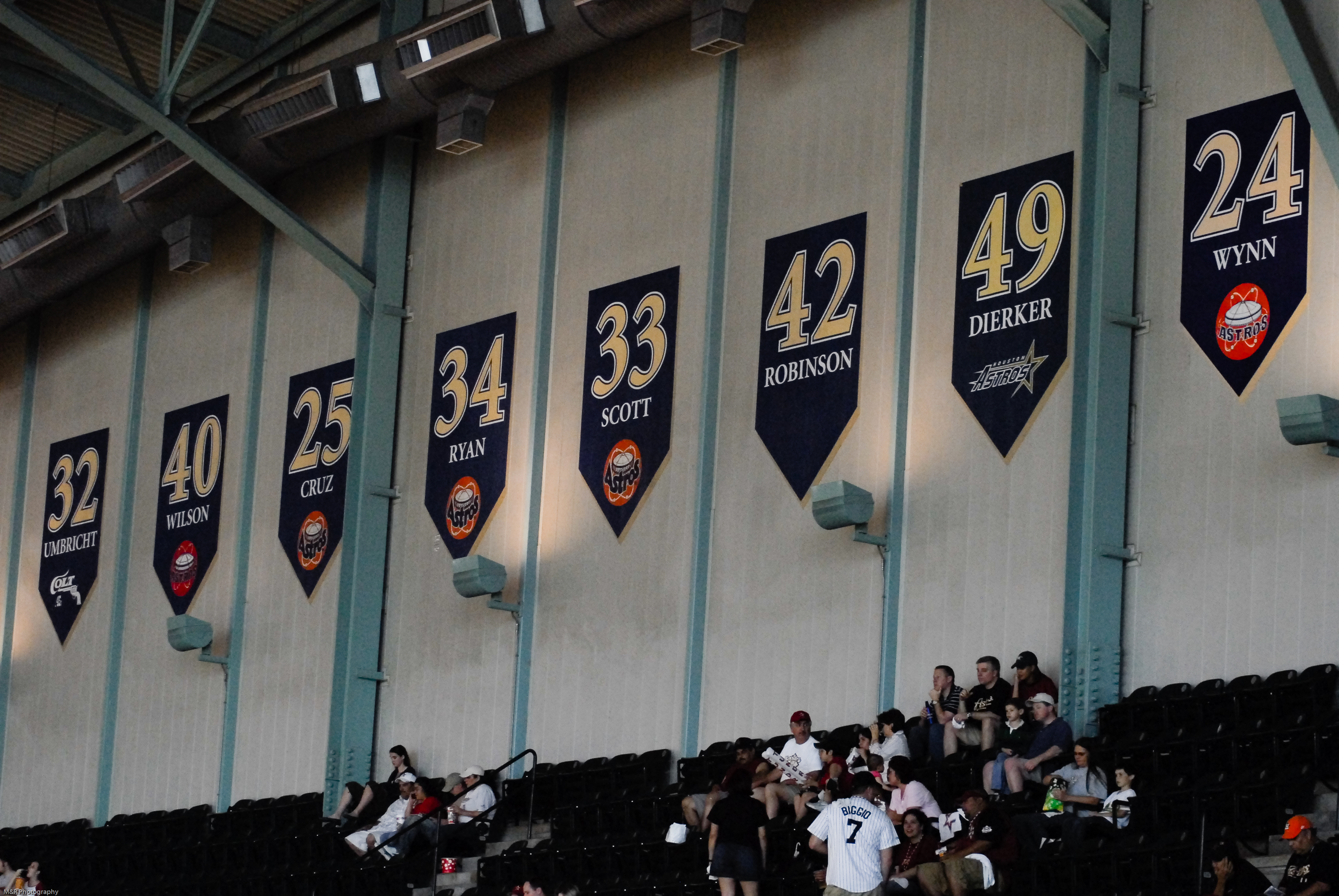
Numéros retirés